# Ireneusz Caban
Ireneusz Caban (ur. 6 czerwca 1938 w Częstochowie, zm. 2 marca 2000) – polski historyk, wydawca, działacz komunistyczny.

## Życiorys
Absolwent historii UMCS. Doktorat tamże w 1991 roku (promotor Zygmunt Mańkowski). Aktywny w Polskiej Zjednoczonej Partii Robotniczej, doszedł do funkcji Sekretarza Propagandy Komitetu Wojewódzkiego PZPR w Lublinie. Zajmował się dziejami ruchu komunistycznego na Lubelszczyźnie, po roku 1989 nastąpiła możliwość wydania napisanych wcześniej książek o Armii Krajowej. Autor haseł w Słowniku biograficznym działaczy polskiego ruchu robotniczego.
W lipcu 1984 znalazł się w gronie twórców kultury wyróżnionych Medalem 40-lecia Polski Ludowej
Został pochowany na cmentarzu komunalnym na Majdanku w Lublinie (kwatera S5Z16/2/7).

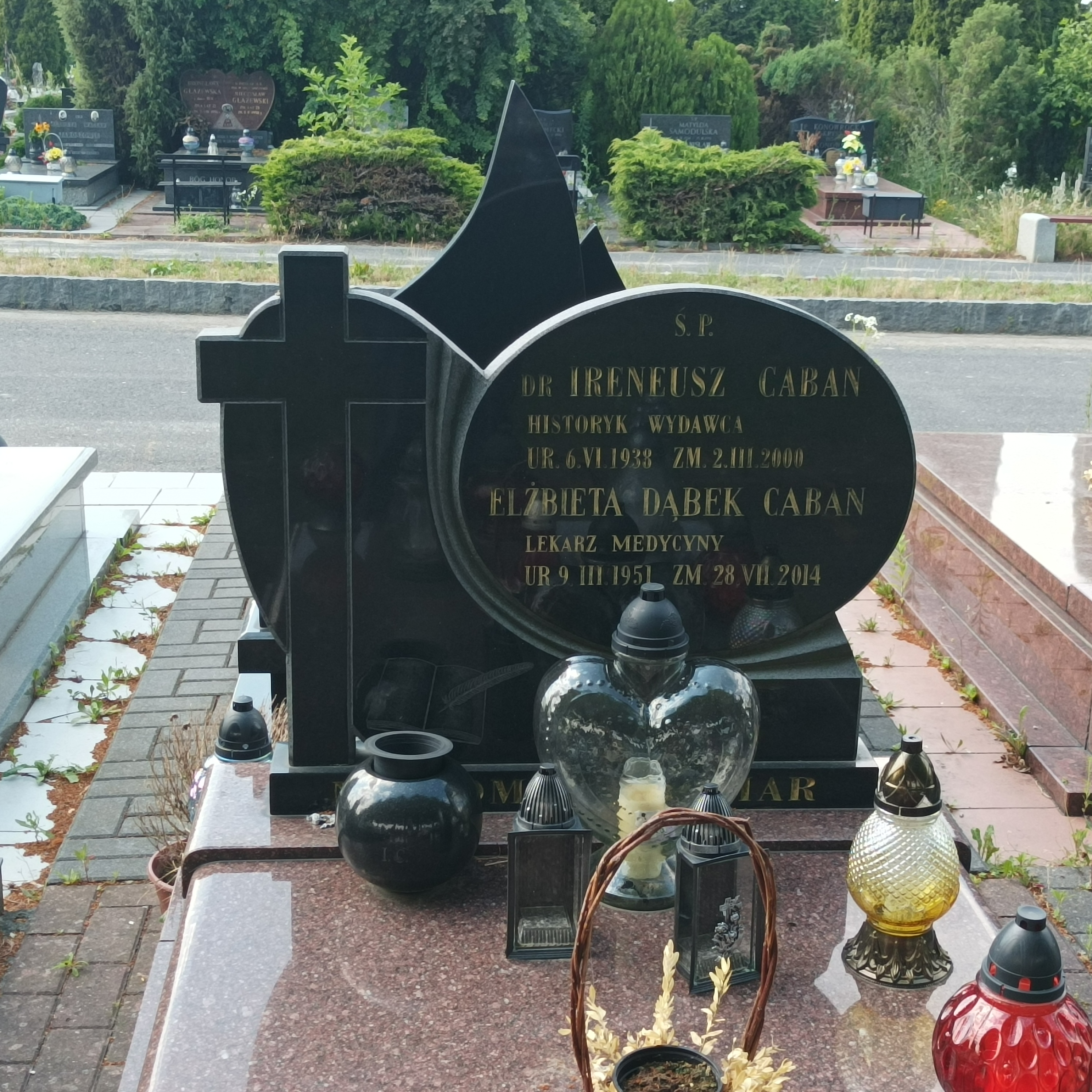
Grób Ireneusza Cabana na cmentarzu komunalnym na Majdanku

## Wybrane publikacje
- Na wspólnej drodze: materiały z konferencji popularno-naukowej zorganizowanej w Lublinie w dniach 2-3 X 1967 r. z okazji 50 rocznicy wielkiej socjalistycznej rewolucji październikowej, red. Ireneusz Caban, Lublin: Komitet Wojewódzki PZPR 1968.
- (współautor: Zygmunt Mańkowski), Związek Walki Zbrojnej i Armia Krajowa w okręgu lubelskim 1939-1944. Cz. 1, Zarys monograficzny, Lublin: Wydawnictwo Lubelskie 1971.
- (współautor: Zygmunt Mańkowski), Związek Walki Zbrojnej i Armia Krajowa w okręgu lubelskim 1939-1944. Cz. 2, Dokumenty, Lublin: Wydawnictwo Lubelskie 1971.
- (współautor: Edward Machocki), Za władzę ludu, bibliogr. Donata Wierzchucka, Lublin: Wydawnictwo Lubelskie 1975.
- Czas dokonany: mój udział w tworzeniu i utrwalaniu władzy ludowej na Lubelszczyźnie, wstęp, wybór i oprac. Ireneusz Caban, Lublin: Wydawnictwo Lubelskie 1977.
- Zapis trzech dziesięcioleci PZPR w województwach bialskopodlaskim, chełmskim, lubelskim i zamojskim w latach 1948-1978, Lublin: Wydawnictwo Lubelskie 1978.
- Lublin, lipiec '44, Lublin: Krajowa Agencja Wydawnicza, 1984.
- Polacy internowani w Związku Socjalistycznych Republik Radzieckich w latach 1944-1947: transporty i obozy, Lublin: Wydawnictwo Lubelskie 1990.
- Działalność zbrojna oddziałów partyzanckich Armii Krajowej 8 PP Leg., Lublin: Oficyna Wydawnicza "Czas" 1992.
- 8 pułk piechoty Legionów Armii Krajowej: organizacja i działania bojowe, Warszawa: "Bellona", 1994.
- Oddziały partyzanckie AK 15 pułku piechoty "Wilków", Lublin: "Czas" 1994.
- Oddziały Armii Krajowej 7 Pułku Piechoty Legionów, Lublin: "Czas" 1994.
- Ludzie lubelskiego okręgu Armii Krajowej, Lublin: "Czas" 1995.
- Związek Walki Zbrojnej - Armia Krajowa w obwodzie Tomaszów Lubelski: relacje, wspomnienia, opracowania, dokumenty, oprac. i słowo wstępne Ireneusz Caban, Lublin: "Czas" 1997.
- Na dwa fronty: obwód AK Tomaszów Lubelski w walce z Niemcami i ukraińskimi nacjonalistami, Lublin: "Czas" 1999.
- Oddziały partyzanckie i samoobrony obwodu AK Tomaszów Lubelski, Warszawa: O.K. Tomasz Wiater 2000.